# سامسونگ گلکسی اس۲۳
سامسونگ گلکسی اس۲۳ (به انگلیسی: Samsung Galaxy S23) از گوشی‌های هوشمند پیشرفته مبتنی بر اندروید است که توسط سامسونگ الکترونیکس طراحی، توسعه، تولید و به بازار عرضه شده‌است. این گوشی‌ها در تاریخ ۱ فوریه ۲۰۲۳ معرفی و در ۱۷ فوریه ۲۰۲۳ عرضه شدند.
در نگاه اول ممکن است به نظر برسد این گوشی با نسل‌های قبلی هیچ تفاوتی ندارد، اما طبق گفته منتقدان این گوشی بهترین بازار از نظر طراحی شناخته شده‌است. فرق آن با نسل‌های قبلی لبه‌های تخت تر آن وکم شدن خمیدگی صفحه نمایش آن است که آن را به یک گوشی خوش دست تبدیل کرده‌است.